# به خنده‌ات ادامه بده
به خنده‌ات ادامه بده (انگلیسی: Keep Laughing) یک فیلم کوتاه کمدی به کارگردانی راسکو آرباکل است که در سال ۱۹۳۲ منتشر شد.

## گزیدهٔ بازیگران
- مانتی کالینز
- آدی مک‌فیل
- برایانت واشبرن
- دوروثی گرینجر
- جرج دیویس